# George Mehnert
Pour les articles homonymes, voir Mehnert.
George Nicholas Mehnert (né le 3 novembre 1881 à Newark (États-Unis) et mort le 8 juillet 1948 dans la même ville) est un lutteur sportif américain.

## Biographie
George Mehnert obtient deux médailles d'or olympique, en 1904 à Saint Louis en poids mouches, et en 1908 à Londres en poids coqs.